# Granges-sur-Baume
Granges-sur-Baume foi uma comuna francesa na região administrativa de Borgonha-Franco-Condado, no departamento de Jura. Estendia-se por uma área de 7,93 km². Em 2010 a comuna tinha 132 habitantes (densidade: 16,6 hab./km²).
Em 1 de janeiro de 2016, passou a formar parte da nova comuna de Hauteroche.